# Amaliapoli
Amaliapoli (Grieks: Αμαλιάπολη) ook wel bekend als Nea Mintzela, is een dorp in het westelijke deel van de Pagasetische Golf, in Magnesia, Thessalië, Griekenland. Het werd het noordelijkste grensdorp nadat Griekenland een onafhankelijke Griekse staat werd. Het is genoemd naar koningin Amalia, de eerste koningin van het moderne Griekenland, in de jaren 1840. In Amaliapoli zetelde de familie Kalamidas, die een opmerkelijke rol speelde in de regio Mintzela tijdens de Griekse revolutie tegen de Ottomanen in 1821.